# Dražen Sermek
Dražen Sermek (ur. 30 stycznia 1969 w Osijeku) – chorwacki szachista, arcymistrz od 1994 r., do kwietnia 2007 r. reprezentant Słowenii.

## Kariera szachowa
Od pierwszych lat 90. XX wieku należał do ścisłej czołówki słoweńskich szachistów. Pięciokrotnie (1994, 2000, 2002, 2004, 2006) wystąpił w narodowym zespole tego kraju na szachowych olimpiadach (w tym raz na I szachownicy) oraz trzykrotnie (1997, 2001, 2003) - w drużynowych mistrzostwach Europy. W latach 1993 i 1998 dwukrotnie zdobył tytuł indywidualnego mistrza Słowenii.
Odniósł wiele turniejowych sukcesów, zwyciężając bądź dzieląc I miejsca m.in. w Lublanie (1992), Solinie (1993), Groningen (1994), Makarskiej (1995), Zillertal (1997), Mariborze (1998, memoriał Vasji Pirca), Pożedze (2000), Puli (2001), Dhace (2002) oraz Kuala Lumpur (2008).
Najwyższy ranking w dotychczasowej karierze osiągnął 1 lipca 2002 r., z wynikiem 2603 punktów zajmował wówczas 92. miejsce na liście światowej FIDE, jednocześnie zajmując 2. miejsce (za Ołeksandrem Bielawskim) wśród słoweńskich szachistów.